# 行動圏
行動圏(home range)とは、動物が生活し移動する空間である。「縄張り」(territory)の概念と密接な関係があるが、同一ではない。遊動域とも呼ばれる。

## 概要
行動圏の概念はW. H. Burtが1943年に発表した論文にまでたどることができる。Burtは動物が日常行動する軌跡をもとに移動の境界を描いた地図を作成した。行動圏の概念と関連するのは利用分布(a utilization distribution)という概念である。利用分布は二次元確率密度関数(a two dimensional probability density function)の形式をとり、その関数は行動圏内のある空間に動物が発見される確率を示す。一般に、ある個体の行動圏はその個体の位置点を長期間にわたって多数収集することで得られる。そのようなデータは今日人工衛星を経由して電波を送る装置を個体に装着したり、携帯電話技術を用いたりして、定期的に動物の位置をGPS (global positioning systems)に取り込むことで自動的に収集することができる。

こうして得られた一連の位置情報から行動圏の境界を描く最も単純な方法は、データの周辺にできる限り小さい凸多角形を構築する方法である。この手法は最外郭法(the minimum convex polygon (MCP) method)と呼ばれる。最外郭法は現在でも広く利用されているが、行動圏の大きさをしばしば過大評価するなどの多くの欠点を有している。

利用分布を構築して行動圏の大きさを決める最も有名な方法は二変量正規分布カーネル密度法(bivariate Gaussian or normal distribution kernel density methods)である。この種の手法は分布を仮定する（つまりパラメトリックな）カーネル法の一部である。カーネル法は正規分布を利用するというよりも、各々の位置点に関するカーネル要素(the kernel elements)を分布に利用する。

近年、カーネル法は拡張され、分布を仮定しない（つまりノンパラメトリックな）方法を含むようになった。例えば、Burgman and Fox’s alpha-hull法やGetz and Wilmers local convex hull (LoCoH)法などがある。後者のLoCoH法は、純粋な固定点を用いる方法から固定径ないし可変点・可変径を用いる方法に拡張されつつある。

現在、（分布を仮定しない手法の方が新しいため、）分布を仮定しない方法よりも分布を仮定する方法を実行可能なソフトウエアが多い。しかし、Getzらが引用した論文によれば、分布を仮定しないLoCoH法の方が分布を仮定するカーネル法よりも、たいてい行動圏の大きさを正確に推定でき、かつサンプル数の増加につれてよい収束特性(convergence properties)をもつ。

分布の仮定の有無を問わずカーネル法を実行できるコンピューターパッケージがオンライン上で利用可能である。

## 主な行動圏推定ソフトウエア
- LoCoH
- T-LoCoH
- AniMove
- HoRAE